# العلاقات الآيسلندية الغانية
العلاقات الآيسلندية الغانية هي العلاقات الثنائية التي تجمع بين آيسلندا وغانا.

## مقارنة بين البلدين
هذه مقارنة عامة ومرجعية للدولتين:
| وجه المقارنة                                              | آيسلندا          | غانا         |
| --------------------------------------------------------- | ---------------- | ------------ |
| المساحة (كم2)                                             | 103.00 ألف       | 238.53 ألف   |
| عدد السكان (نسمة)                                         | 317.35 ألف       | 26.91 مليون  |
| الكثافة السكانية (ن./كم²)                                 | 3.08             | 112.82       |
| العاصمة                                                   | ريكيافيك         | أكرا         |
| اللغة الرسمية                                             | اللغة الآيسلندية | لغة إنجليزية |
| العملة                                                    | كرونة آيسلندية   | سيدي غاني    |
| الناتج المحلي الإجمالي (بليون دولار)                      | 23.91 مليار      | 47.33 مليار  |
| الناتج المحلي الإجمالي (تعادل القوة الشرائية) بليون دولار | 15.79 مليار      | 115.41 مليار |
| الناتج المحلي الإجمالي الاسمي للفرد دولار أمريكي          | 50.17 ألف        | 1.37 ألف     |
| الناتج المحلي الإجمالي للفرد دولار أمريكي                 | 46.55 ألف        | 4.08 ألف     |
| مؤشر التنمية البشرية                                      | 0.899            | 0.579        |
| رمز المكالمات الدولي                                      | +354             | +233         |
| رمز الإنترنت                                              | .is              | .gh          |
| المنطقة الزمنية                                           | 00، أوروبا/لندن ‏ | 00           |

## منظمات دولية مشتركة
يشترك البلدان في عضوية مجموعة من المنظمات الدولية، منها:
| علم المنظمة | اسم المنظمة                               | تاريخ انضمام آيسلندا | تاريخ انضمام غانا |
| ----------- | ----------------------------------------- | -------------------- | ----------------- |
|             | مؤسسة التنمية الدولية                     | 19 مايو 1961         | 29 ديسمبر 1960    |
|             | يونسكو                                    | 8 يونيو 1964         | 11 أبريل 1958     |
|             | وكالة ضمان الاستثمار متعدد الأطراف        | 25 سبتمبر 1998       | 29 أبريل 1988     |
|             | الأمم المتحدة                             | 19 نوفمبر 1946       | 8 مارس 1957       |
|             | الفريق المعني برصد الأرض                  | ?                    | ?                 |
|             | الاتحاد البريدي العالمي                   | ?                    | ?                 |
|             | البنك الدولي للإنشاء والتعمير             | 27 ديسمبر 1945       | 20 سبتمبر 1957    |
|             | الاتحاد الدولي للاتصالات                  | 1 أكتوبر 1906        | 17 مايو 1957      |
|             | منظمة حظر الأسلحة الكيميائية              | ?                    | ?                 |
|             | مؤسسة التمويل الدولية                     | 20 يوليو 1956        | 3 أبريل 1958      |
|             | المركز الدولي لتسوية المنازعات الاستشارية | 14 أكتوبر 1966       | 14 أكتوبر 1966    |
|             | منظمة التجارة العالمية                    | ?                    | ?                 |
|             | منظمة الشرطة الجنائية الدولية             | ?                    | ?                 |

## وصلات خارجية
- موقع وزارة الخارجية الآيسلندية
- موقع وزارة الخارجية الغانية